# Kutamekar (Sobang)
Kutamekar is een bestuurslaag in het regentschap Pandeglang van de provincie Banten, Indonesië. Kutamekar telt 4552 inwoners (volkstelling 2010).